# Bernardino Maffei
Bernardino Maffei (ur. 27 stycznia 1514 w Rzymie, zm. 16 lipca 1553 tamże) – włoski kardynał.

## Życiorys
Urodził się 27 stycznia 1514 roku w Rzymie, jako syn Girolama Maffeia i Antonii Mattei (jego bratem był Marco Antonio Maffei). Studiował prawoznawstwo na Uniwersytecie Padewskim, a następnie został kanonikiem kapituły katedralnej bazyliki watykańskiej. 22 kwietnia 1547 roku został wybrany biskupem Massy Marittimy, a 30 maja przyjął sakrę. 8 kwietnia 1549 roku został kreowany kardynałem prezbiterem i otrzymał kościół tytularny San Ciriaco alle Terme Diocleziane. W czerwcu tego roku został przeniesiony do diecezji Caserty, jednak już po pięciu miesiącach został mianowany arcybiskupem Chieti. Cztery lata później zrezygnował z zarządzania archidiecezją. Zmarł dwa dni po rezygnacji, 16 lipca 1553 roku w Rzymie.